# Светско првенство у скоковима у воду 2019 — торањ 10 м за мушкарце
Такмичење у скоковима у воду за мушкарце у скоковима са десет метара са торња на Светском првенству у скоковима у воду 2019. одржано је 19. јул (квалификације и полуфинале) и 20. јула (финале) 2019. године као део програма Светског првенства у воденим спортовима. Такмичења су се одржала у базену Општинског центра за водене спортове у Квангџуу у Јужној Кореји.
Учестовало је укупно 47 такмичара из 28 земаља. Титулу светског првака из Будимпеште 2017. бранио је британски скакач Том Дејли.
Нови светски првак постао је кинески репрезентативац Јанг Ђен који је био убедљив током сва три такмичарска дела. Сребро је освојио и други кинески представник Јанг Хао, док је бронзана медаља припала репрезентативцу Русије Александру Бондару.

## Освајачи медаља
|                | Резултат |                | Резултат |                         | Резултат |
|                |          |                |          |                         |          |
| Јанг Ђен (КИН) | 598,65   | Јанг Хао (КИН) | 588,75   | Александар Бондар (РУС) | 541,05   |

## Учесници по земљама
На такмичењу је учестовало укупно 47 скакача из 28 земаља, а свака од земаља имала је право да учествује са максимално 2 такмичара у овој дисциплини.
- Аустралија (1)
- Бразил (2)
- Венецуела (1)
- Велика Британија (2)
- Грчка (2)
- Доминиканска Република (2)
- Египат (2)
- Индија (1)
- Италија (2)
- Јерменија (2)
- Јужна Кореја (2)
- Канада (2)
- Кина (2)
- Колумбија (2)
- Куба (2)
- Малезија (1)
- Мексико (2)
- Немачка (2)
- Нови Зеланд (1)
- Порторико (1)
- Румунија (2)
- Русија (2)
- Сингапур (1)
- Сједињене Државе (2)
- Тајланд (2)
- Украјина (2)
- Француска (1)
- Шведска (1)

## Резултати
Квалификације су одржане 19. јула са почетком у 10:00 часова по локалном времену, а 18 најбоље пласираних такмичара пласирало се у полуфинале које је одржано истог дана са почетком од 15:30 часова. Финале је одржано 20. јула са почетком од 20:45 часова по локалном времену.
|     | Јанг Ђен             | Кина                   | 530,10 | 1.  | 573,35            | 1.                | 598,65            | 1.                |                   |                   |
| 2   | Јанг Хао             | Кина                   | 503,20 | 3.  | 572,30            | 2.                | 585,75            | 2.                |                   |                   |
| 3   | Александар Бондар    | Русија                 | 483,55 | 5.  | 426,60            | 10.               | 541,05            | 3.                |                   |                   |
| 4.  | Алексеј Середа       | Украјина               | 446,95 | 8.  | 476,30            | 7.                | 490,50            | 4.                |                   |                   |
| 5.  | Бенжамин Офре        | Француска              | 473,70 | 6.  | 469,20            | 8.                | 489,20            | 5.                |                   |                   |
| 6.  | Ву Харам             | Јужна Кореја           | 485,15 | 4.  | 493,90            | 4.                | 477,25            | 6.                |                   |                   |
| 7.  | Том Дејли            | Велика Британија       | 514,60 | 2.  | 505,40            | 3.                | 470,35            | 7.                |                   |                   |
| 8.  | Брендон Лоскјаво     | Сједињене Државе       | 401,40 | 12. | 433,70            | 9.                | 470,10            | 8.                |                   |                   |
| 9.  | Касијел Русо         | Аустралија             | 393,95 | 17. | 416,80            | 12.               | 455,35            | 9.                |                   |                   |
| 10. | Ноа Вилијамс         | Велика Британија       | 406,45 | 11. | 480,50            | 6.                | 440,95            | 10.               |                   |                   |
| 11. | Венсан Ријендо       | Канада                 | 408,20 | 10. | 421,00            | 11.               | 440,70            | 11.               |                   |                   |
| 12. | Дејвид Динсмор       | Сједињене Државе       | 436,95 | 9.  | 483,60            | 5.                | 438,15            | 12.               |                   |                   |
| 13. | Исак Фиљо            | Бразил                 | 397,90 | 14. | 404,50            | 13.               | Нису се пласирали | Нису се пласирали | Нису се пласирали | Нису се пласирали |
| 14. | Игор Мјалин          | Русија                 | 398,50 | 13. | 403,60            | 14.               | Нису се пласирали | Нису се пласирали | Нису се пласирали | Нису се пласирали |
| 15. | Рафаел Кинтеро       | Порторико              | 397,65 | 15. | 382,30            | 15.               | Нису се пласирали | Нису се пласирали | Нису се пласирали | Нису се пласирали |
| 16. | Иван Гарсија         | Мексико                | 469,55 | 7.  | 368,80            | 16.               | Нису се пласирали | Нису се пласирали | Нису се пласирали | Нису се пласирали |
| 17. | Лоу Масенберг        | Немачка                | 394,75 | 16. | 365,70            | 17.               | Нису се пласирали | Нису се пласирали | Нису се пласирали | Нису се пласирали |
| 18. | Кевин Берлин         | Мексико                | 390,80 | 18. | 361,82            | 18.               | Нису се пласирали | Нису се пласирали | Нису се пласирали | Нису се пласирали |
| 19. | Себастијан Виља      | Колумбија              | 381,35 | 19. | Нису се пласирали | Нису се пласирали | Нису се пласирали | Нису се пласирали |                   |                   |
| 20. | Брајден Хети         | Канада                 | 379,30 | 20. | Нису се пласирали | Нису се пласирали | Нису се пласирали | Нису се пласирали |                   |                   |
| 21. | Тимо Бартел          | Немачка                | 366,50 | 21. | Нису се пласирали | Нису се пласирали | Нису се пласирали | Нису се пласирали |                   |                   |
| 22. | Винко Параџик        | Шведска                | 365,90 | 22. | Нису се пласирали | Нису се пласирали | Нису се пласирали | Нису се пласирали |                   |                   |
| 23. | Николаос Молвалис    | Грчка                  | 346,70 | 23. | Нису се пласирали | Нису се пласирали | Нису се пласирали | Нису се пласирали |                   |                   |
| 24. | Мајкол Верцото       | Италија                | 346,20 | 24. | Нису се пласирали | Нису се пласирали | Нису се пласирали | Нису се пласирали |                   |                   |
| 25. | Хосе Рувалкаба       | Доминиканска Република | 341,20 | 25. | Нису се пласирали | Нису се пласирали | Нису се пласирали | Нису се пласирали |                   |                   |
| 26. | Олег Сербин          | Украјина               | 339,10 | 26. | Нису се пласирали | Нису се пласирали | Нису се пласирали | Нису се пласирали |                   |                   |
| 27. | Виктор Ортега        | Колумбија              | 339,05 | 27. | Нису се пласирали | Нису се пласирали | Нису се пласирали | Нису се пласирали |                   |                   |
| 28. | Оскар Ариза          | Венецуела              | 334,50 | 28. | Нису се пласирали | Нису се пласирали | Нису се пласирали | Нису се пласирали |                   |                   |
| 29. | Јусеф Езат           | Египат                 | 328,65 | 29. | Нису се пласирали | Нису се пласирали | Нису се пласирали | Нису се пласирали |                   |                   |
| 30. | Џелсон Џабилин       | Малезија               | 327,40 | 30. | Нису се пласирали | Нису се пласирали | Нису се пласирали | Нису се пласирали |                   |                   |
| 31. | Јоан Мерињо          | Куба                   | 326,85 | 31. | Нису се пласирали | Нису се пласирали | Нису се пласирали | Нису се пласирали |                   |                   |
| 32. | Џонатан Шен          | Сингапур               | 322,85 | 32. | Нису се пласирали | Нису се пласирали | Нису се пласирали | Нису се пласирали |                   |                   |
| 33. | Сидарт Пардеши       | Индија                 | 319,60 | 33. | Нису се пласирали | Нису се пласирали | Нису се пласирали | Нису се пласирали |                   |                   |
| 34. | Рикардо Ђованини     | Италија                | 319,30 | 34. | Нису се пласирали | Нису се пласирали | Нису се пласирали | Нису се пласирали |                   |                   |
| 35. | Владимир Харутјунјан | Јерменија              | 318,70 | 35. | Нису се пласирали | Нису се пласирали | Нису се пласирали | Нису се пласирали |                   |                   |
| 36. | Карлос Рамос         | Куба                   | 312,60 | 36. | Нису се пласирали | Нису се пласирали | Нису се пласирали | Нису се пласирали |                   |                   |
| 37. | Каван Переира        | Бразил                 | 309,15 | 37. | Нису се пласирали | Нису се пласирали | Нису се пласирали | Нису се пласирали |                   |                   |
| 38. | Ким Јонгтек          | Јужна Кореја           | 298,40 | 38. | Нису се пласирали | Нису се пласирали | Нису се пласирали | Нису се пласирали |                   |                   |
| 39. | Лев Саргсјан         | Јерменија              | 296,10 | 39. | Нису се пласирали | Нису се пласирали | Нису се пласирали | Нису се пласирали |                   |                   |
| 40. | Нејтан Браун         | Нови Зеланд            | 293,80 | 40. | Нису се пласирали | Нису се пласирали | Нису се пласирали | Нису се пласирали |                   |                   |
| 41. | Константин Попович   | Румунија               | 292,70 | 41. | Нису се пласирали | Нису се пласирали | Нису се пласирали | Нису се пласирали |                   |                   |
| 42. | Каталин Козма        | Румунија               | 287,95 | 42. | Нису се пласирали | Нису се пласирали | Нису се пласирали | Нису се пласирали |                   |                   |
| 43. | Атанасиос Цирикос    | Грчка                  | 286,20 | 43. | Нису се пласирали | Нису се пласирали | Нису се пласирали | Нису се пласирали |                   |                   |
| 44. | Конрад Левандовски   | Тајланд                | 283,55 | 44. | Нису се пласирали | Нису се пласирали | Нису се пласирали | Нису се пласирали |                   |                   |
| 45. | Мохаб Ишак           | Египат                 | 271,00 | 45. | Нису се пласирали | Нису се пласирали | Нису се пласирали | Нису се пласирали |                   |                   |
| 46. | Титипом Марксин      | Тајланд                | 269,00 | 46. | Нису се пласирали | Нису се пласирали | Нису се пласирали | Нису се пласирали |                   |                   |
| 47. | Франдијел Гомез      | Доминиканска Република | 220,45 | 47. | Нису се пласирали | Нису се пласирали | Нису се пласирали | Нису се пласирали |                   |                   |